# Gianmarco Genovali
Gianmarco Genovali (Pietrasanta, 25 marzo 1994) è un giocatore di beach soccer e calciatore italiano.

## Carriera

### Beach soccer
Ha iniziato nelle file del Viareggio nel 2015 e un anno dopo vinse il Triplete.
Nel 2017 si trasferì al Pisa, ma l'esperienza di due anni con i "neroazzurri" non aggiunsero nessun trofeo alla sua bacheca e decise dunque di tornare al Viareggio, con il quale vinse il campionato nel 2023.
Nello stesso anno vinse l'Europeo di Beach soccer con la nazionale Italiana e fu uno dei 4 italiani candidati alla vittoria del Pallone d'oro di beach soccer.
Nel 2024, Genovali è stato convocato dalla Nazionale Italiana per partecipare ai mondiali di beach soccer 2024.
Alla nazionale “Azzurra” fu sorteggiato un girone difficile,  che passò come seconda, grazie alle vittorie a discapito di USA e Egitto.
Genovali giocò degli spezzoni di tutte e tre le partite dimostrando di meritare la titolarità.
Nei quarti di finale contro Tahiti Genovali si rese protagonista di un'ottima prestazione che valse per l’Italia il passaggio del turno per 5-2.
Nella semifinale contro la Bielorussia l’Italia andò sotto di due reti alla fine del primo tempo, Genovali entrò nel tempo successivo e grazie ai suoi gesti tecnici, dribbling, interventi difensivi e grazie al suo provvidenziale assist l’Italia recuperò lo svantaggio e passò il turno.
Anche in finale Genovali fu autore di grandi prestazioni, siglando una doppietta, ma ciò non fu sufficiente per sconfiggere il Brasile, che batté l’Italia per 6-4.
Nel 2024 trionfa in International Cup, segnando contro Danimarca, Repubblica Ceca e in semifinale contro la Romania.

### Calcio
In tutta la sua carriera da calciatore Genovali ha militato sempre in squadre di Eccellenza o di Serie D.
Nel 2016 Genovali segnò il rigore decisivo che portò il Viareggio agli ottavi di Coppa Italia Serie D e nel 2023 fu acquistato dallo Zenith Prato (Eccellenza) ma causa gli impegni del Beach soccer decise di rescindere il suo contratto e di firmare per il Pietrasanta in Promozione.
Al termine della stagione 2023-2024 fa ritorno al Fratres Perignano in Eccellenza.

## Palmarès

### Beach soccer

#### Club
- Scudetto Italiano: 2

Viareggio: 2016, 2023
- Coppa Italia: 1

Viareggio: 2016
- Euro Winners Cup: 1

Viareggio: 2016

#### Nazionale
- Euro Beach Soccer League: 1

2023
- International Cup: 1

Tirrenia 2024